# 파올라 볼파토
파올라 볼파토(1969년 8월 5일 ~)는 칠레의 배우다. 1992년 방송 《Luz Verde》로 데뷔했다.

## 참여 작품

### 텔레노벨라
- 아켈라레
- 돈데 에스타 엘리사
- 로스 앙헬레스 데 에스텔라
- 포브레 가요
- 페르도나 누에스트로스 페카도스
- 이슬라 파라이소
- 에디피시오 코로나

### 연극
- 베니스의 상인